# Charles Thomas (basquete)
Charles Thomas (3 de outubro de 1969) é um ex-jogador profissional de basquete norte-americano que jogou na NBA. Atuou profissionalmente pelo Detroit Pistons na temporada 1991-1992. Em 2000, Charles Thomas foi transferido para o Wollongong Hawks, da National Basketball League (Austrália), sagrando-se campeão na temporada 2000/2001.